# South Quay (DLR)

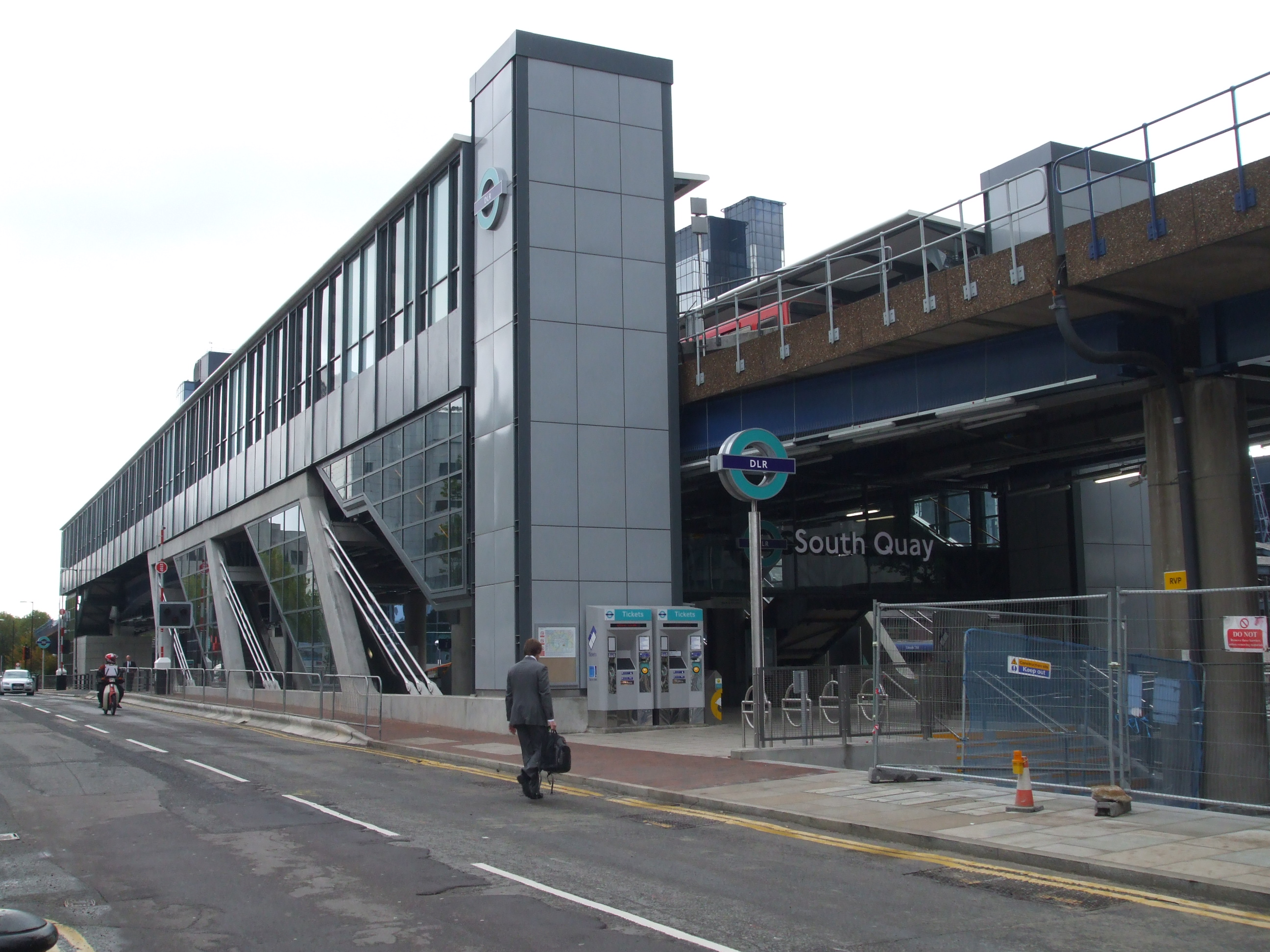
Station South Quay, Nordwestansicht

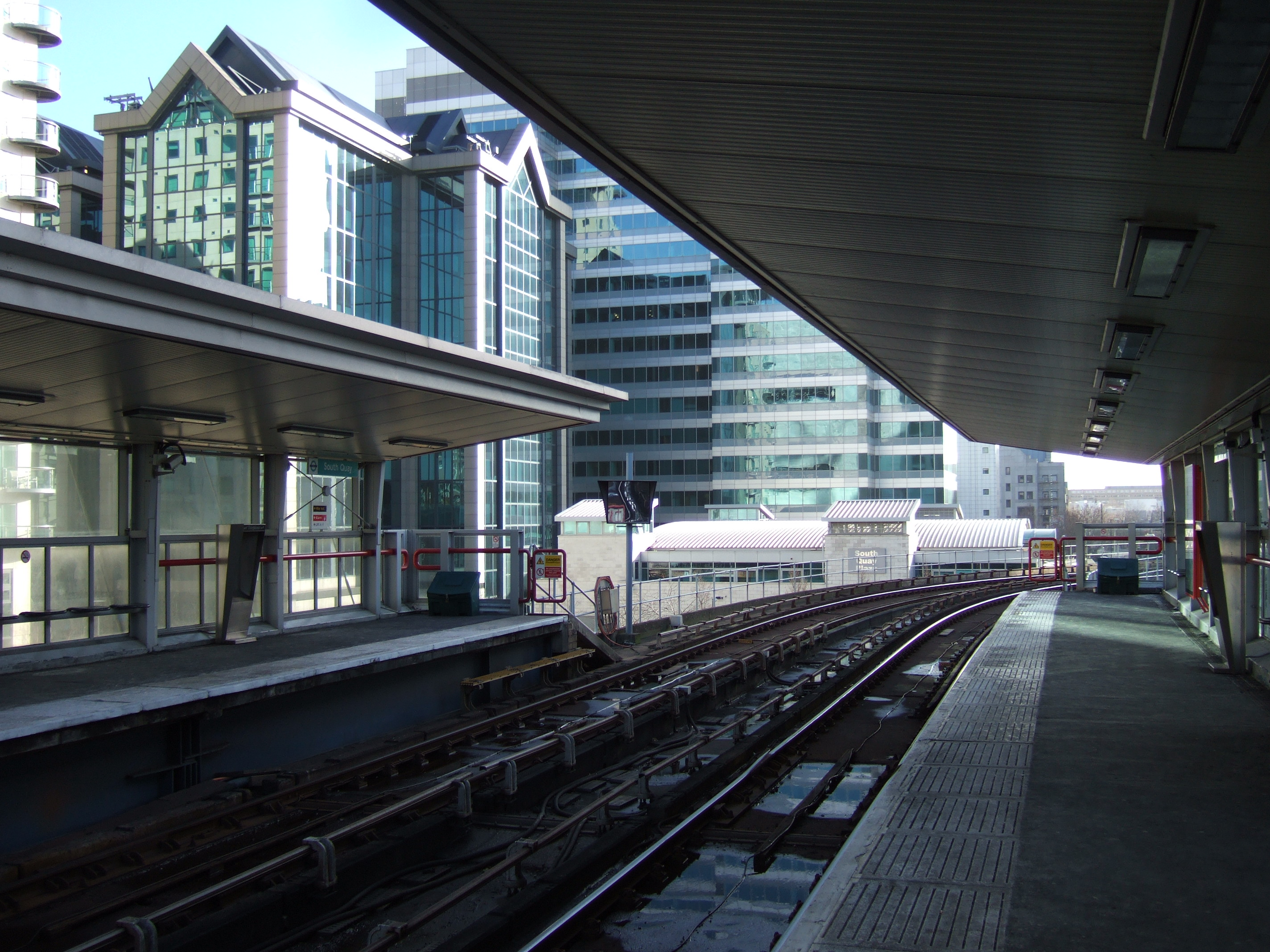
Ansicht der alten Station South Quay

South Quay ist eine Station der Docklands Light Railway (DLR) im Londoner Stadtbezirk London Borough of Tower Hamlets. Sie liegt in der Travelcard-Tarifzone 2 auf der Isle of Dogs, an der Straße namens Marsh Wall. 

## Geschichte
Die Station wurde am 31. August 1987 eröffnet, zusammen mit dem Grundnetz der DLR. Sie lag wie die heutige auf einem Viadukt, war aber an beiden Enden durch enge Kurven begrenzt. Die geplante Verlängerung der Bahnsteige um 30 Meter, die Mitte der 2000er Jahre durch das rasch wachsende Verkehrsaufkommen notwendig geworden war, konnte am ursprünglichen Standort daher nicht ausgeführt werden. Daher ließ Transport for London die Station um 125 Meter nach Osten versetzt neu errichten. Die neue Station wurde am 26. Oktober 2009 eröffnet, die alte drei Tage zuvor geschlossen und später abgebrochen.

## IRA-Bombenanschlag
Am 9. Februar 1996 explodierte um 19:01 Uhr in einem Lieferwagen, der etwa 70 Meter von der Station South Quay entfernt war, eine Autobombe der IRA. Der Sprengsatz ging exakt dort hoch, wo die DLR-Strecke den Marsh Wall überquert. Aufgrund einer kurz zuvor per Telefon eingegangenen Warnung konnten die Straße und die umliegenden Gebäude evakuiert werden. Zwei Männer, die in einem Zeitungskiosk unmittelbar bei der Explosionsstelle arbeiteten, waren jedoch nicht evakuiert worden und wurden getötet. Durch die Druckwelle und das zerspringende Glas gab es insgesamt 39 Verletzte.
Die Explosion richtete einen Sachschaden von rund 100 Millionen Pfund an. Drei Gebäude in der Nähe wurden stark beschädigt. Während das Gebäude der Midland Bank abgerissen werden musste, konnten die Gebäude South Quay Plaza I und II wieder vollständig hergerichtet werden. Die Station wurde stark beschädigt und war bis zum 22. April geschlossen. Die Brücke hingegen war nur leicht beschädigt worden, obwohl die Bombe direkt darunter hochgegangen war, und benötigte nur einige kosmetische Reparaturen. So konnten bereits am 16. April wieder Züge südlich von Heron Quays verkehren.
Der Bombenanschlag bedeutete das Ende der von der IRA ausgerufenen Waffenruhe während des Nordirland-Friedensprozesses. Ein Mann namens James McArdle wurde wegen des Anschlags angeklagt und zu einer Gefängnisstrafe von 25 Jahren verurteilt. Im Juli 2000 wurde er jedoch wieder freigelassen; gemäß den Bestimmungen des Karfreitagsabkommens, das die Haftentlassung von Untergrundkämpfern vorsah.